# 3 p.n.e.
| [ Edytuj tabelę ] |                                    |
| Król Armenii      | - 5 p.n.e. Artawazdes III 2 p.n.e. |
| Cesarz Chin       | - 7 p.n.e. Han Aidi 1 p.n.e.       |
| Król Kapadocji    | - 36 p.n.e. Archelaos 17           |
| Król Kommageny    | - 12 p.n.e. Antioch Filokajsar 17  |
| Władca Korei      | - 19 p.n.e. Yuri 18                |
| Król Mauretanii   | - 25 p.n.e. Juba II 23             |
| Król Nabatei      | - 9 p.n.e. Aretas IV 40            |
| Król Partów       | - 37 p.n.e. Fraates IV 3 p.n.e.    |
| Cesarz Rzymu      | - 27 p.n.e. Oktawian August 14     |
| Król Tracji       | - 11 p.n.e. Remetalkes I 12        |

Rok 3 p.n.e.
stulecia: II wiek p.n.e. ~
I wiek p.n.e. ~
I wiek

lata: 13 p.n.e. «
7 p.n.e. «
6 p.n.e. «
5 p.n.e. «
4 p.n.e. «
3 p.n.e. »
2 p.n.e. »
1 p.n.e. »
1 »
2 »
8

## Wydarzenia
- 17 listopada – według obliczeń Klemensa z Aleksandrii data narodzin Jezusa Chrystusa.
- Marbod, król Markomanów, zjednoczył pięć germańskich plemion.
- Yuri, król Goguryeo, przeniósł stolicę z Twierdzy Jolbon do Twierdzy Gungnae.
- Marek Waleriusz Messala Messalinus został mianowany konsulem.

## Urodzili się
- Seneka Młodszy, filozof rzymski
- 24 grudnia - Serwiusz Sulpicjusz Galba, cesarz rzymski